# 1-й Лесной переулок
Пе́рвый Лесно́й переу́лок — улица в центре Москвы в Тверском районе между Лесной улицей и Бутырским Валом.

## Происхождение названия
Четыре Лесных переулка так же, как и улица получили название в XIX веке по находившимся здесь с XVIII века лесным складам.

## Описание

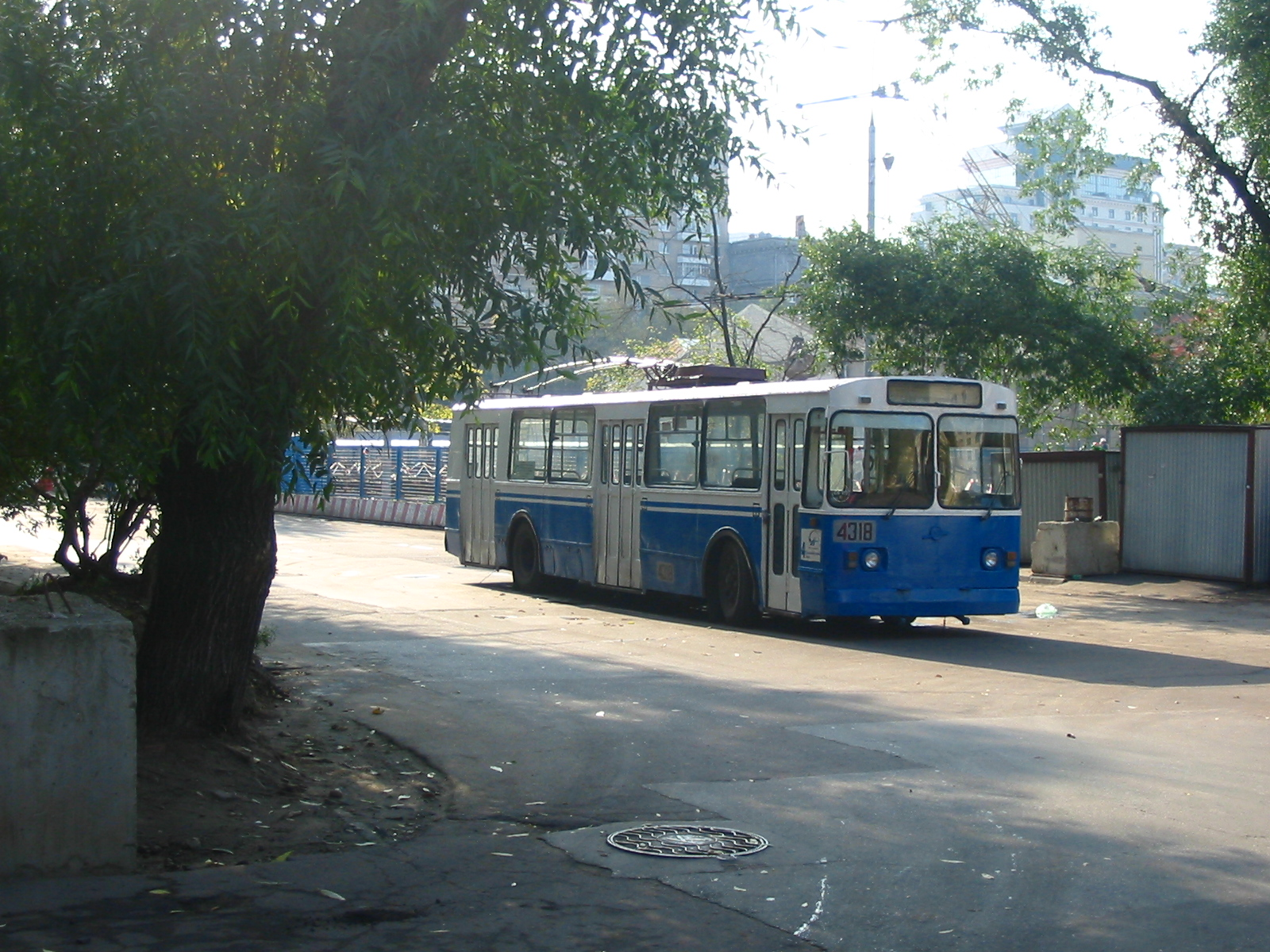
Троллейбус на стоянке в 1-м Лесном переулке (2003)

1-й Лесной переулок начинается от Лесной улицы приблизительно напротив улицы Александра Невского, проходит на северо-запад, справа к нему примыкают 3-й и 4-й Лесные переулки. Выходит на улицу Бутырский Вал.

## Примечательные здания
По нечётной стороне:
По чётной стороне: